# Cirrospilus singa
Cirrospilus singa är en stekelart som beskrevs av Walker 1838. Cirrospilus singa ingår i släktet Cirrospilus och familjen finglanssteklar. Arten är reproducerande i Sverige. Inga underarter finns listade i Catalogue of Life.